# Chiusa di Pesio
Chiusa di Pesio (piemontiul: La Ciusa, okcitánul: La Chuza) település Olaszországban, Piemont régióban, Cuneo megyében. Lakosainak száma 3586 fő (2023. január 1.). Chiusa di Pesio Beinette, Briga Alta, Limone Piemonte, Margarita, Peveragno, Pianfei, Roccaforte Mondovì, Villanova Mondovì és La Brigue községekkel határos.

## Népesség
A település lakossága az elmúlt években az alábbi módon változott:
| Lakosok száma | 3623 | 3653 | 3586 |
|               | 2017 | 2018 | 2023 |